# Sagina namadgi
Sagina namadgi är en nejlikväxtart som beskrevs av L.G. Adams. Sagina namadgi ingår i släktet smalnarvar, och familjen nejlikväxter. Inga underarter finns listade i Catalogue of Life.